# Varvara Boubnova
Pour les articles homonymes, voir Boubnova.
Varvara Dmitrievna Boubnova (en russe : Варвара Дмитриевна Бубнова), née à Saint-Pétersbourg le 17 mai 1886 et morte à Leningrad le 28 mars 1983 , est une peintre, artiste graphique lithographe et pédagogue russe.

## Biographie
La mère de Varvara Bubnova, Anna Nikolaevna (née Anna Wolfe) descend d'une ancienne famille de la noblesse russe et entretenait une relation amicale avec Alexandre Pouchkine.
De 1903 à 1905, Varvara Bubnova suit les cours à l'école de dessin de la Société pour l'encouragement des arts, puis, entre 1907 et 1914, à l'Académie impériale des beaux-arts de Saint-Pétersbourg. Elle a pour condisciple Pavel Filonov et son futur mari, V. Markov Matvey (Matveev), un des théoriciens de l'avant-garde russe et l'un des premiers chercheurs russes sur l'art africain.
En 1913, elle est membre du groupe d'avant-garde l'Union de la jeunesse (Soyouz Molodyozhi) et participe à des expositions d'art avec notamment Maïakovski, Kasimir Malevitch, David Bourliouk, Mikhaïl Larionov et Natalia Gontcharova.
Elle publia en 1919, sous le pseudonyme de son compagnon Matvejs, le livre Искусство негров (Iskusstvo negrov, Art nègre), une étude sur l’art africain en Europe. Pour ce faire, le couple voyagea à travers l’Europe entre 1912 et 1913, visitant les musées ethnographiques de Paris, Berlin, Hambourg, Cologne, Londres, Léningrad, Copenhague, Christiana, Leyde, Amsterdam et Bruxelles. Ils prirent 120 photographies d’objets exposés dans les musées et les publièrent.
Varvara Bubnova vit à Moscou de 1919 à 1922 où elle travaille à l'Institut de culture artistique (INKHUK) avec Wassily Kandinsky, Robert Falk, Lioubov Popova, Varvara Stepanova et Alexandre Rodtchenko. En 1923, elle s'installe au Japon où elle vit jusqu'en 1958 et exerce l'art de la lithographie et pratique l'aquarelle. De 1959 à 1979, elle vit et travaille à Soukhoumi en Abkhazie (Géorgie).

## Décorations et honneurs
Son impact sur l'art au Japon fut si significatif qu'elle reçoit l'ordre de la Couronne précieuse du quatrième degré de l'empereur du Japon.